# Министерство жилья, городского и сельского строительства КНР
Министерство жилья, городского и сельского строительства КНР (кит. трад. 住房和城乡建设部) — министерство правительства Китайской Народной Республики, которое предоставляет жилье, а также регулирует деятельность государственного строительства в стране. Ранее оно было известно как Министерство строительства.

## История
В рамках $ 586-миллиардного пакета экономических стимулов на ноябрь 2008 года, правительство планировало:
- Жилищное строительство: увеличение строительства, предоставление более доступной и низкой арендной платы жилья и ускорение сноса трущоб в рамках пилотной программы по восстановлению сельских домов и программы поощрения переезда кочевников на постоянное место жительства.
- Сельская инфраструктура: улучшение дорог, электрических сетей и водопровода в сельской местности, в том числе масштабный проект для отвода воды с юга на север Китая в рамках инициативы по искоренению бедности.